# Eufriesea formosa
Eufriesea formosa är en biart som först beskrevs av Alexander Mocsáry 1908.
Eufriesea formosa ingår i släktet Eufriesea, tribus orkidébin och familjen långtungebin. Inga underarter finns listade i Catalogue of Life.